# Rangeomorfs
Els rangeomorfs (Rangeomorpha) són un tàxons extints fa uns 550 milions d'anys que es coneixen en estat fòssil i són similars als Rangea. Es podrien considerar com els primers animals a aparèixer, tot i que la seva classificació és incerta.
Els rangeomorfs formen una part essencial de la vida ediacariana, constitueixen un 80% de la fauna d'aquell període, i van sobreviure durant uns 30 milions d'anys, fins al Cambrià. Eren especialment abundants al principi de l'Ediacarià. L'any 2004 es van trobar-ne fòssils ben conservats a l'illa de Terranova a Mistaken Point.

## Morfologia
Els rangeomorfs consistien en elements embrancats frondosos, cadascun de pocs centímetres de llargada, cadascun d'ells composts per molts petits tubs embrancats mantinguts cap amunt per un esquelet orgànic semirígid. L'estructura era fractal.

## Ecologia
Els rangeomorfs vivien principalment en la fondària dels oceans, no es podien moure i aparentment no tenien òrgans reproductius potser es reproduïen asexualment. Tampoc hi ha evidències sobre tenir una boca i hi ha la hipòtesi que s'alimentaven per osmosi. La majoria estaven units al llit maí per una tija però altres (com els del gènere Fractofusus) se situaven plans al sediment superficial.

## Afinitat
És difícil relacionar la seva morfologia amb els animals moderns; probablement representen un grup extint entre els animals i els fongs. Poden ser afins als Erniettomorpha.

## Gèneres
Entre els diversos gèneres dels rangeomorfs es troben Rangea, que dona nom al grup, Charnia, Charniodiscus, Pteridinium, Swartpuntia (amb estructura quatripartita) i l'enigmàtic Phyllozoon.